# Quentin Crisp

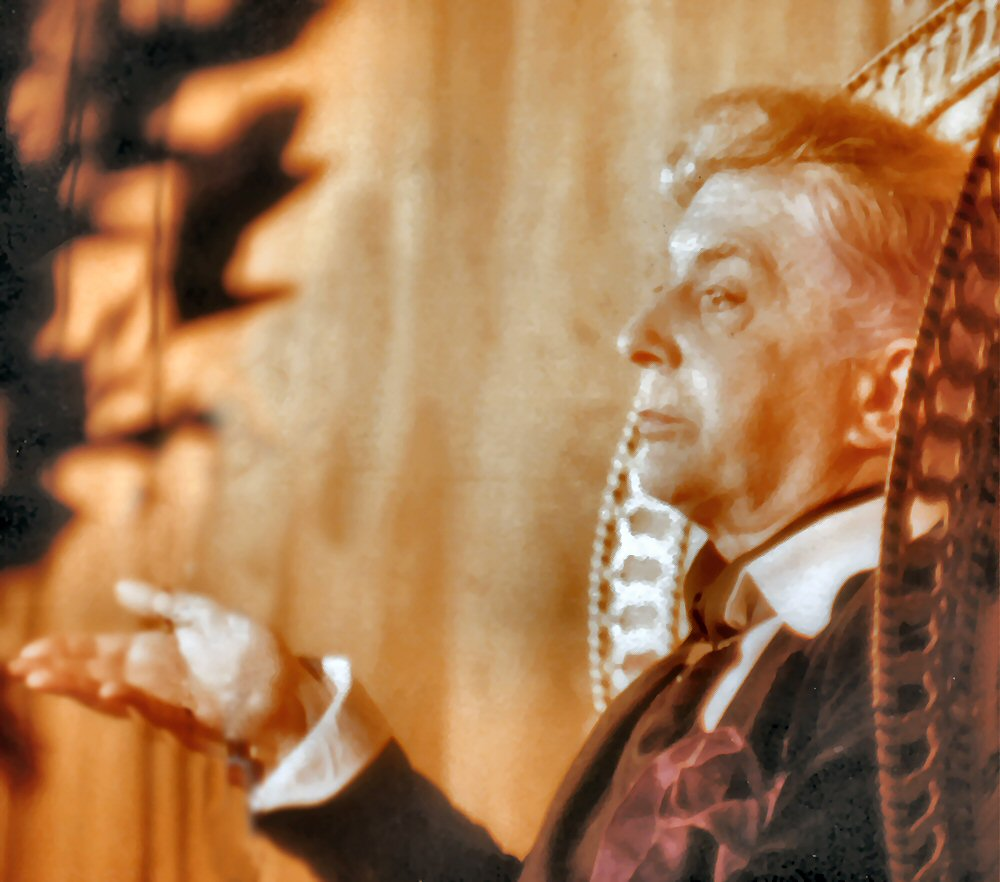
Quentin Crisp, ca. 1982

Quentin Crisp (* 25. Dezember 1908 als Denis Charles Pratt in Sutton, London; † 21. November 1999 in Chorlton-cum-Hardy, Manchester, England) war ein britischer Exzentriker, Autor und Entertainer. Vor allem in seiner Wahlheimat USA wurde er in den 1970er und 1980er Jahren zur Identifikationsfigur Homosexueller. Er sah sich allerdings selbst nie als Aktivist der Schwulenbewegung.

## Leben
Er wuchs im Londoner Stadtteil Sutton als jüngstes von vier Geschwistern auf. Sein Vater war Rechtsanwalt, seine Mutter eine ehemalige Gouvernante. Schon in der Kindheit, geprägt von einer strengen Erziehung, lernte Crisp, sich gegen die Bürgerlichkeit seiner Umgebung zur Wehr zu setzen. Wegen seiner Vorliebe für Make-up und gefärbte Haare und wegen seines weiblichen Auftretens war eine normal-bürgerliche Karriere unmöglich. Nach der Schulzeit, die für ihn nicht glücklich war und die er dennoch erfolgreich absolvierte, begann er am renommierten King’s College in London ein Journalismus-Studium, bestand aber das Examen nicht. Anschließend studierte er eine Zeit lang Kunst. Erst mit über 30 Jahren verließ er das Elternhaus und übersiedelte in die britische Hauptstadt. Er legte seinen bürgerlichen Namen ab und nannte sich Quentin Crisp. In London lebte er in bescheidenen Verhältnissen und verkehrte in Bohème- und Halbweltkreisen. Zeitweise verdiente er sich seinen Lebensunterhalt mit Prostitution und viele Jahre als Aktmodell in Kunstschulen. Er versuchte sich in Berufen der Kunst und wurde Illustrator für Bücher. Doch auch hier wurde er nicht akzeptiert. Er versuchte sein Glück als freischaffender Autor, hatte aber auch damit nur wenig Erfolg.
Er schlug sich über zwanzig Jahre mit Gelegenheitsjobs durch, die als „typisch homosexuell“ galten – Aushilfe im Theaterfundus, Praktikant in Friseurgeschäften, Aushilfstätigkeiten in Modeboutiquen usw. Beschimpfungen aus der Bevölkerung und Angriffe auf offener Straße waren für Crisp ebenso an der Tagesordnung wie Ärger mit Arbeitgebern oder der Polizei. Quentin Crisp gilt als der erste Homosexuelle Englands, der sich öffentlich outete. In den 1960er Jahren wurde man öffentlich auf ihn aufmerksam. Er schrieb daraufhin seine Autobiografie, die 1968 veröffentlicht wurde. Crisp war zu diesem Zeitpunkt 59 Jahre alt.
Das Buch fand keinen großen Absatz, bis es verfilmt wurde. Als Fernsehfilm mit John Hurt in der Hauptrolle wurde das Leben des Quentin Crisp unter dem Titel The Naked Civil Servant 1975 im BBC-Fernsehen gesendet. Mit dem Film kam auch der Erfolg, Crisp wurde über Nacht berühmt. Der Film wurde in verschiedenen Sprachen synchronisiert (unter anderem in Deutsch). Auch das Buch wurde schließlich ein Bestseller.
1981 zog Crisp nach New York. Er schrieb eine Reihe von Büchern und Rezensionen, u. a. als Filmkritiker für ein New Yorker Stadtmagazin, und trat in verschiedenen Filmen auf; seine wohl bekannteste Rolle war die der Elizabeth I. in Sally Potters Film Orlando von 1992. Berühmt wurde er durch seine One-Man-Show, mit der er in den USA und Großbritannien auftrat.
Crisp starb im November 1999 während einer Reise durch England.

## Wirkung
Die Persönlichkeit Quentin Crisps in all ihren Facetten faszinierte die Menschen. Der Popmusiker Sting widmete Crisp 1987 das Lied Englishman in New York. Zuvor hatte er Crisp in dessen Wohnung in der Bowery besucht. Crisp hatte Sting von den Schwierigkeiten erzählt, sich in den 1950er Jahren in England öffentlich zur eigenen Homosexualität zu bekennen und ein Leben lang als Außenseiter leben zu müssen. Auch Popstar Boy George, der in seiner Kindheit mit ähnlichen Problemen wie Crisp zu kämpfen hatte, schreibt in seiner Autobiographie Take It Like A Man, dass er sich Crisp immer nahe gefühlt und ihn seit frühester Jugend als Vorbild angesehen habe.

## Werke (Auswahl)

### Bücher
- All This and Bevin Too. Illustriert von Mervyn Peake. Nicholson & Watson, London, 1943; Reprint: Mervyn Peake Society, London, 1978.
- The Naked Civil Servant. Jonathan Cape, London 1968.
  - Reprint, mit einem Vorwort von Michael Holroyd: Penguin, London und New York 1997, ISBN 0-14-118053-6.
  - deutsche Ausgabe: Crisperanto: Aus dem Leben eines englischen Exzentrikers. Übersetzt von  Jörg Trobitius. Ammann Verlag, Zürich 1988; Lizenzausgabe: Fischer-Verlag, Frankfurt am Main 1990, ISBN 3-596-28362-0.
- How to Have a Life-style. Cecil Woolf, London 1975.
- Love Made Easy. Duckworth, London, 1977.
- Chog: A Gothic Fable. Methuen, London, 1979.
- How to Become a Virgin. Duckworth, London 1981.
- (mit John Hofsess): Manners from Heaven: A Divine Guide to Good Behaviour. Hutchinson, London 1984.
- How to Go to the Movies. St. Martin’s Press, New York, 1988.
- Resident Alien: The New York Diaries. Alyson Books, Los Angeles, 1997; Flamingo, London, 1997.
- The Wit and Wisdom of Quentin Crisp. Hrsg. von Guy Kettelhack. Alyson Books, Los Angeles 1998.
- I'm an Englishman in New York. Hrsg. von Richard Connolly, übersetzt von Michael Hein. Rogner und Bernhard, Frankfurt am Main und Affoltern a. A., ISBN 978-3-8077-0169-1.

### Tonträger
- An Evening with Quentin Crisp. Doppel-LP mit einem kompletten Auftritt in New York 1979, DRG records S2L 5188 (1980).

## Filmografie

### Filme mit Quentin Crisp vor der Kamera (Auswahl)
- 1967: Captain Busby: The Even Tenour of Her Ways (Kurzfilm)
- 1985: Die Braut (The Bride)
- 1987: Der Equalizer (The Equalizer; Fernsehserie, Folge First Light)
- 1987: Englishman in New York (Musikvideo zum Song von Sting)
- 1990: Kojak – Tod eines Polizisten (Kojak: Flowers for Matty; Fernsehfilm)
- 1992: Orlando
- 1993: Philadelphia (Cameo-Auftritt von Crisp als Gast bei der Schwulenparty)
- 1993: Nackt in New York – Naked in New York (Naked in New York; Cameo-Auftritt als er selbst)
- 1995: The Celluloid Closet – Gefangen in der Traumfabrik (The Celluloid Closet; Dokumentarfilm, als Interviewpartner)
- 1995: To Wong Foo, thanks for Everything, Julie Newmar (To Wong Foo, thanks for Everything, Julie Newmar; Cameo-Auftritt)
- 1998: Homo Heights
- 1998: Men Under Water
- 2002: American Mod (Kurzfilm, postum)

Quelle:

### Filme über Quentin Crisp
- Quentin Crisp, Episode 38 der Serie „World in Action“, Season 6. Ausgestrahlt 1970, aufgenommen 1968[4]
- Wie man sein Leben lebt (The Naked Civil Servant), Großbritannien 1975. Verfilmung seines Lebens bis in die 1970er-Jahre als Fernsehfilm mit John Hurt als Crisp.
- An Englishman in New York, Großbritannien 2009. Postume Verfilmung seines Lebens in New York ab Ende der 1970er-Jahre als Kinofilm, ebenfalls mit John Hurt als Crisp.[5]

## Sekundärliteratur
- Paul Bailey (Hrsg.): The Stately Homo: A Celebration of the Life of Quentin Crisp. Bantam, London 2000, ISBN 978-0-593-04677-7
- Glyn Davis: Queens and Queenliness: Quentin Crisp as Orlando’s Elizabeth I. In: Mandy Merck (Hrsg.): The British Monarchy on Screen. University of Manchester Press, Manchester 2016, S. 155–178, ISBN 978-0-7190-9956-4.
- Ingrid Hotz-Davies: Quentin Crisp und die Kunst der Schamlosigkeit. In: arcadia 44:1, 2009, S. 93–105.
- Nigel Kelly: Quentin Crisp: The Profession of Being. McFarland, Jefferson NC 2011, ISBN 978-0-7864-6475-3.